# Aphilopota sinistra
Aphilopota sinistra är en fjärilsart som beskrevs av Louis Beethoven Prout 1939. Aphilopota sinistra ingår i släktet Aphilopota och familjen mätare. Inga underarter finns listade i Catalogue of Life.